# 彼得里夫卡 (德沃里奇納市鎮)
49°56′19″N 37°48′0″E / 49.93861°N 37.80000°E
彼得里夫卡（烏克蘭語：Петрівка），是烏克蘭東部哈爾科夫州的庫普揚斯克區的德沃里奇納市鎮的村落。始建於1790年，面積0.19平方公里，海拔高度86米，2001年人口40，人口密度每平方公里212.8人。